# Повести и рассказы
«Повести и рассказы» — дебютный студийный альбом Васи Обломова, который вышел в мае 2011 года на лейбле «Зита и Гита».
Презентация альбома состоялась 4 июня 2011 года в московском клубе «Точка».

## Список композиций
| №   | Название                                      | Текст песни | Длительность |
| --- | --------------------------------------------- | ----------- | ------------ |
| 1.  | «C чего начинается Родина»                    |             | 2:56         |
| 2.  | «Кто хочет стать милиционером?»               |             | 4:52         |
| 3.  | «Магадан (TV version)»                        |             | 4:32         |
| 4.  | «Одноклассники»                               |             | 3:20         |
| 5.  | «Между небом и землёй» (feat. Торба-на-Круче) |             | 2:54         |
| 6.  | «УГ»                                          |             | 3:30         |
| 7.  | «Ритмы окон» (feat. Павел Чехов)              |             | 3:29         |
| 8.  | «Письмо счастья» (feat. Ноггано)              |             | 4:10         |
| 9.  | «Думай о хорошем»                             |             | 2:51         |
| 10. | «Начальник»                                   | Л. Каганов  | 2:52         |
| 11. | «От души» (feat. Ленинград)                   |             | 3:26         |
| 12. | «Роме пришла повестка...»                     |             | 2:51         |
| 13. | «Магадан (original version)»                  |             | 4:34         |

## Рецензии
| Оценки критиков | Оценки критиков |
| Источник        | Оценка          |
| --------------- | --------------- |
| Intermedia      | [ 2 ]           |
| KM.RU           | (положительная) |
| RS Russia       | [ 4 ]           |
| Афиша           | [ 5 ]           |

Денис Ступников с сайта Km.Ru положительно отнёсся к альбому, отметив, что: 
«Повести и рассказы» учат жить настоящим. Не только потому, что альбом можно смело назвать «энциклопедией русской жизни», а потому что только после этих откровений каждый имеет шанс понять простую истину: для начала нужно убить Васю Обломова в самом себе.

Обозреватель журнала «Афиша» Александр Горбачёв отрицательно отнёсся к пластинке, дав ей 2 балла из 5 возможных и охарактеризовав его так: 
С какой-то точки зрения у Васи Обломова получился точный портрет — но очень определенного типажа: образованного, в сущности, человека, который по вечерам лезет в интернет и пишет там много слов типа «сраный», «Рашка», «с…бать», «сволочи» и «горите в аду». Правда, автор, скорее всего, имел в виду совсем другое.

## Состав группы
- Василий Гончаров — музыка, слова, голос, рэп, акустическая и электрогитары, бас-гитара, рояль, тамбурин
- Николай Сарабьянов — соло-гитара
- Дмитрий Емельянов — все клавишные, сэмплы, бас-гитара
- Михаил Козодаев — ударные (сессионный музыкант)